# Stygionympha johannesburgensis
Stygionympha johannesburgensis är en fjärilsart som beskrevs av Wichgraf 1911. Stygionympha johannesburgensis ingår i släktet Stygionympha och familjen praktfjärilar. Inga underarter finns listade i Catalogue of Life.